# 이태석
이태석(李泰錫, 1962년 10월 17일(음력 9월 19일) ~ 2010년 1월 14일)은 대한민국의 살레시오회 소속 선교사 사제 겸 의사로 아프리카 수단 남부(현재는 남수단)의 와랍 주에 있는 마을인 톤즈의 돈보스코 미션에서 교육 활동과 의료 활동을 펼치다가 2008년 11월 한국에 휴가차 입국하였을 때, 대장암 4기를 진단받아 톤즈로 돌아가지 못하고  2010년 1월 14일 암투병 끝에 선종하였다.
선종 직전에 "Everything is good!"(모든 것이 최고!)라는 말을 했다고 동료 수도자들이 증언한다.

## 별칭과 명성
세례명은 요한, 별칭은 수단의 돈 보스코(수단의 슈바이처)로 칭송되었고, 톤즈 마을 사람들은 그의 세례명에 성을 더해 발음하기 쉬운 ‘파더 쫄리’(존 리John Lee) 신부로 불렀다.

## 생애

### 출생과 성장
부산시 남부민동에서 10남매 중 9째(4남 6녀 중 3남)로 태어나 송도성당에서 알로이시오 슈왈츠 신부로부터 유아세례를 받았다. 1970년(당시 초등학교 2학년)에 아버지가 돌아가셨으며, 어머니가 자갈치시장에서 삯바느질을 해서 아이들을 키웠다. 초등학교 시절 동네 교회에서 하와이의 몰로카이 섬에서 버림받은 한센병 환자들과 산 벨기에 선교사 다미안 신부의 일대기를 다룬 영화 모로카이(MOLOKAI)를 보고 다미안 신부와 같은 삶을 살겠다고 다짐했다고 한다. 학창시절에는 송도성당에서 주일학교 교사, 청년회, 학생회, 성가대, 복사(사제를 돕는 역할) 등 종교 활동을 계속 하였다.

### 청년기
1981년 경남고등학교를 졸업한 후 1987년 인제대학교 의과대학을 졸업했으며, 군의관으로 복무하면서 가톨릭 사제가 되는 뜻을 품었다. 복무를 마치고 특히 청소년교육에 대한 깊은 관심에 따라 1991년 8월 살레시오 수도회에 입회한다. 그리고 1992년 광주가톨릭대학교에 살레시오 수도회 소속으로 다시 들어갔다. 1993년 1월 24일 수련을 시작해서 1994년 1월 30일 첫 서원을 하고, 광주 가톨릭 대학교에서 2년 철학과정을 마친 후 서울 대림동 살레시오 수도원에서 역시 2년 과정의 사목실습을 하였으며, 1997년 로마 교황청립 살레시오 대학교로 유학한다. 그곳에서 재학 중, 한국에서 이미 20년 동안 선교사로 활동하다 1991년 아프리카 수단으로 다시 파견된 공고미노 수사가 로마에 휴가차 들렀을 때 그를 만났는데 그로부터 수단의 이야기를 듣고 선교사가 될 것을 권유받는다. 1999년 방학 때 선교체험을 하러 아프리카 케냐에 들렀을 당시 남수단 톤즈에서 활동을 하고 있던 제임스라는 인도 출신 살레시오 수도회 신부를 만나 톤즈로 가게 되고, 이때 강렬한 인상을 받아 톤즈의 가난한 아이들을 위해 자신의 일생을 바칠 것을 결심한다.

### 사제 생애
2000년 4월 27일 종신선언을 하고, 2000년 6월 28일 로마에서 부제서품을 받았다. 2001년 6월 24일 서울 구로3동 살레시오 수도회에서 사제 서품을 받았으며, 같은 해 10월 아프리카를 향해 선교사로 출발하여 12월 7일 아프리카 남부 수단 와랍 주 톤즈에 부임한다.
그곳에서 가난과 기아, 질병 등으로 도탄에 빠진 마을의 참상을 보게 되고, 그곳에서 선교 활동을 포함한 의료 봉사 활동과 구호 운동에 헌신한다. 병실 12개 짜리 병원을 짓고 진료소를 만들어, 하루 200~300명의 환자를 돌보며 인근 80여개 마을의 순회진료와 예방접종도 했다. 학교를 만들고, 초·중·고교 12년 과정을 꾸려 수학과 음악도 가르쳤다. 그곳에서 학생들이 머물 기숙사도 짓고 톤즈 브라스 밴드를 만들어 악기도 가르쳤다.
나로 하여금 소중한 많은 것들을 뒤로 한 채 이곳까지 오게 한 것도 후회 없이 기쁘게 살 수 있는 것도 주님의 존재를 체험하게 만드는 나환자(한센인)들의 신비스러운 힘 때문이다. 그것을 생각하면 그들에게 머리 숙여 감사하게 된다.— 이태석, “친구가 되어 주실래요”중

그러나 2008년 11월 한국에 휴가차 잠시 입국하였을 때, 대장암 4기를 진단받아 톤즈로 돌아가지 못하였다. 암투병 끝에 2010년 1월 14일 서울특별시 서초구 가톨릭대학교 서울성모병원에서 새벽 5시 35분에 살레시오회 형제들과 가족들 그리고 친지들이 지켜보는 가운데 선종하였다(향년 47세). 유해는 전라남도 담양군 천주교 공동묘역 살레시오 성직자 묘역에 안장됐다. 그의 이야기는 살레시오회 잡지 《살레시오 가족》과, 까리타스 수녀회의 《생활성서》에 연재되었고, 《친구가 되어주실래요》라는 단행본으로도 소개되었다.

## 사후 봉사단체 난립
사후 이태석 신부의 이름을 건 단체가 나타나, 그의 소속 수도회인 살레시오회에서는 수회에 걸쳐 상업적 이용을 금하라는 경고를 하였다. 엉뚱한 사람 혹은 조직에서 상업적 이득을 보는 것이 그릇됨은 물론, 그의 정신에 대한 훼손, 그의 삶에 대한 모든 것이 잘못 다뤄지기 때문이다. 살레시오회측에서 수차례 경고한 내용을 정리하자면 다음과 같다. "이태석 신부를 팔지마라" 살레시오회 강력경고 보관됨 2019-01-03 - 웨이백 머신

## 기타
이태석은 음악적으로 소질이 있었지만 가난하여 사교육을 받지는 못하고 성당에 있는 오르간으로 독학했다. 이뿐만 아니라 첼로, 색소폰, 클라리넷 등도 독학으로 연주했다. 초등학교 시절부터 ‘성탄’, ‘둥근 해’, ‘작은 별’ 등 쉬운 동요를 작곡했으며, 중학생 때에는 부산시에서 작곡부문 대상을 받기도 했다. 그가 중학교 시절 지은 곡으로 ‘묵상’(청소년 성가에 수록), ‘새 아담을 찾아서’와 의대 재학시절 작곡한 ‘아리랑 열두고개’, 2005년 남북 수단이 평화협정을 맺었다는 소식을 듣고 감격에 싸여 지은 ‘슈쿠란 바바’(하느님 감사합니다.)가 있다.
십자가 앞에 꿇어 주께 물었네. 오~오~오 / 추위와 굶주림에 시달리는 이들, / 총부리 앞에서 피를 흘리며 죽어가는 이들을 왜 당신은 보고만 있냐고. / 눈물을 흘리면서 주께 물었네. / 세상엔 죄인들과 닫힌 감옥이 있어야만 하고, / 인간은 고통 속에서 번민해야 하느냐고. / 조용한 침묵 속에서 주님 말씀하셨지./ 사랑, 사랑, 사랑 오직 서로 사랑하라고. / 난 영원히 기도하리라. 세계평화 위해. / 난 사랑하리라. 내 모든 것 바쳐. — 묵상

## 소속
- 살레시오회(Salesians of Don Bosco, 돈 보스코의 살레시오회: 청소년 교육을 전문으로 하는 가톨릭 활동 수도회, 전세계 130개국에서 활동하는 1만 5천 명의 회원이 소속된 천주교에서 두 번째로 큰 수도회) 소속
- 천주교 살레시오회 한국관구 파견 선교사
- 마지막 사목지: 前 수단 톤즈 돈보스코 미션 병원 원장

## 학력
- 천마초등학교 2회 졸업 (1975년)
- 부산대신중학교 졸업
- 경남고등학교 35회 졸업 (1981년)
- 인제대학교 의과대학 의학사 졸업 (부산백병원 인턴수련)
- 광주가톨릭대학교 신학과 신학 학사 졸업
- 이탈리아 로마 살레시오 대학교 학사 졸업

### 비학위 수료
- 이탈리아 로마 교황청립 살레시오 대학교 신학 석사 수료

## 수상 경력
- 2005년 제7회 인제인성대상(인제대학교와 인제학원에서 수여) 수상
- 2007년 제23회 보령의학 봉사상 수상
- 2009년 제2회 한미자랑스런의사상(대한의사협회와 한미약품에서 수여) 수상
- 2010년 제1회 KBS 감동 대상(KBS에서 수여) 추서[7]
- 2011년 국민훈장 무궁화장 추서
- 2018년 남수단 정부에서 대통령 훈장(Medal of the President) 추서

## 저서
- 《친구가 되어 주실래요?》(출판사 - 생활성서, 2009년):이태석 신부가 생활성경에 연재한 이야기를 묶은 책이다.
- 《친구가 되어 주실래요? 증보판》(출판사 - 생활성서사, 2010년)
- 《당신의 이름은 사랑》(출판사 - 다른우리, 2011년): 2004년부터 2008년 사이에 남수단 룸벡교구 톤즈에서 이뤄진 강론이 담겨 있다.
- 《내 친구 쫄리 신부님》(출판사 - 생활성서사, 2011년 원작 이태석/글·그림 신명환): 만화로 만나는 이태석 신부

## 이태석을 연기한 배우
- 이지훈 - 인순이의 토크 드라마 그대가 꽃

## 노래
- 작곡집, ‘쫄리신부님의 노래’
- 음반, ‘슈쿠란 바바’

## 사후 기념
- 2010년 9월, 이태석 신부의 헌신적 삶을 그린 영화 《울지마, 톤즈》가 개봉되었다. 2011년 1월 14일에는 선종 1주기를 맞아 그를 추모하는 추모제가 열렸다.
- 2010년 12월 24일 오후 4시 KBS tv에서는 《성탄특집 이태석 신부 세상을 울리다 - 수단의 슈바이처 故 이태석 신부. 울지마, 톤즈》가 방송되었다.[5] 이 프로그램을 기획한 구수환 프로듀서는 제20회 한국가톨릭매스컴 대상을 받았으며, 대상 상금 전액을 아프리카 톤즈 병원에 기부했다.[8]
- 2011년 6월 1일 고 이태석 신부를 기리기 위해 ‘이태석 기념사업회’가 창립되었다.[9] 12월 홍보대사로 배우 안재모가 위촉되었다.[10]
- 2011년 외교통상부가 이태석 신부의 봉사정신을 기리기 위해 이태석상을 제정했다. 2011년 11월 23일에 첫 수상자로 2003년부터 아프리카의 섬나라 마다가스카르에서 의료봉사를 해온 외과 전문의 이재훈(44)씨를 선정했다.[11]
- 2012년 1월 31일 사단법인 이태석재단 출범
- 2020년 이태석 신부 선종 10주기 사업 요약: 2020년 1월 9일 "울지마 톤즈2: 슈크란 바바" 개봉 예정(KBS미디어 제작, 살레시오회 제작지원 및 감수)
- 2020년 1월 12일 "이태석 선종 10주기 기일미사: 광주 살레시오고등학교 -> 전남 담양 천주교묘역"
- 2020년 1월 14일(화) 이태석 기념관 개관(부산광역시 서구 톤즈공원 내 위치), 부산 서구청 건립, 살레시오회 위탁 운영

## 같이 보기
- 샘 칠더스
- 알베르트 슈바이처
- 장기려
- 장가용